# Islas Cook en los Juegos Olímpicos de Pekín 2008
Las Islas Cook estuvieron representadas en los Juegos Olímpicos de Pekín 2008 por cuatro deportistas, tres hombres y una mujer, que compitieron en tres deportes.
El portador de la bandera en la ceremonia de apertura fue el halterófilo Sam Pera Junior. El equipo olímpico no obtuvo ninguna medalla en estos Juegos.